# 쇼쇼니 국유림

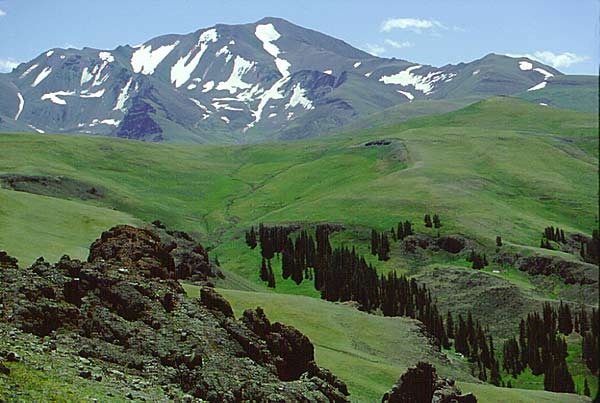

쇼쇼니 국유림(Shoshone National Forest)은 미국 와이오밍주의 국유림이다. 미국 최초의 연방차원 보호국유림이며, 면적은 250만 에이커(100만 헥타르)에 달한다. 본래 옐로스톤 예비삼림지의 일부였고, 1891년 의회를 통과하여 벤저민 해리슨 대통령이 서명한 법에 따라 현재까지 미국 산림청에서 관리하고 있다. 백인 모험가들이 이 일대에 처음 도달하기 전까지 1만 년 이상 아메리카 원주민들이 살고 있었지만, 숲 속은 본격적인 거주지는 아니었고 황무지로 남겨져 있었다. 쇼쇼니 국유림은 면적 2억 에이커(81만 헥타르)에 달하는 거대 원시보존림 대옐로스톤 생태계의 일부다.
압사로카 산맥과 베어투스 산맥이 숲 북쪽을 살짝 걸치고 지나간다. 남쪽에는 윈즈 산맥이 지나가고, 와이오밍주 최고봉인 가넷 봉이 있다. 서쪽으로는 옐로스톤 국립공원과 경계를 맞대고 있으며, 남서쪽의 분수령을 통해 브리저-테턴 국유림과 분리된다. 동쪽에는 약간의 사유지와, 토지관리국에서 관리하는 국유지, 윈드 강 인디언 보호구역이 있다. 이 보호구역에는 쇼쇼니족 및 아라파호족이 산다. 북쪽으로는 몬태나주와의 주 경계를 따라 커스터 국유림과 경계를 맞댄다. 19세기에 포장마차 도로로 개발된 오리건 가도가 쇼쇼니 국유림 바로 남쪽을 지나간다. 와이오밍 주에서 로키 산맥을 넘어가는 사우스 고개도 이쯤에 위치한다.
쇼쇼니 국유림은 존 콜터, 짐 브리저 등의 백인 모험가들이 처음 방문했을 때의 동식물상이 지금까지 거의 그대로 보존되어 있다. 동물상으로는 회색곰, 퓨마, 말코손바닥사슴 등이 있으며, 와피티사슴이 수만 마리 살고 있다. 또 미국 최대 규모의 큰뿔양 무리가 서식 중인 곳이기도 하다. 숲 속을 지나가는 시냇물들에는 옐로스톤컷스로트송어를 비롯한 낚시어종들이 서식하여 미국에서 가장 많이 목이 좋은 낚시터로 손꼽힌다. 국유림 내부에 황무지가 총 4개 있어서 관리 토지의 절반 이상을 보호하고 있다. 산쑥밭이 우거진 들판에서 빽빽한 가문비나무 숲, 험준한 바위투성이 산정에 이르기까지 쇼쇼니 국유림은 풍부한 생물다양성을 지니고 있다. 다른 보호구역들 중에서도 쇼쇼니의 생물다양성에 필적할 수 있는 곳은 드물다.